# Toote
Nella mitologia greca, Toote è un araldo acheo che accompagnò gli eserciti di Agamennone e Menelao alla guerra di Troia, sorta in seguito al rapimento di Elena ad opera del troiano Paride. È menzionato da Omero nel libro XII dell'Iliade.

## Il mito

### Ruolo
Toote era il portavoce dell'esercito acheo al tempo dell'assedio di Troia. Sciolto dall'obbligo militare, era tuttavia sottoposto ai comandi dei condottieri greci e aveva l'obbligo di recapitare i messaggi assegnatigli, indipendentemente dalla lontananza del destinatario.

### Araldo di Menesteo
L'episodio omerico che lo vede protagonista si colloca nel libro XII dell'Iliade. Osservando la netta avanzata dei Lici, popolo alleato di Troia, contro la torre da lui difesa, Menesteo, re di Atene, temette per l'incolumità del suo contingente e tentò di richiamare l'attenzione di Aiace Telamonio, Aiace d'Oileo e Teucro con alte grida, soffocate tra l'altro dalle urla e dal suono metallico delle armi.
L'eroe si rivolse allora all'araldo Toote e lo supplicò di recare un messaggio ai due Aiaci con l'invito a raggiungerlo sulla sua torre. Toote riferì testualmente il comando ad Aiace Telamonio, il quale, accompagnato dal fratello Teucro e dal servo Pandione, si apprestò ad accorrere in aiuto.